# El Clásico (lied)
El Clásio is een lied van de Nederlandse rapper Lijpe in samenwerking met rapper Frenna. Het werd in 2022 als single uitgebracht en stond in hetzelfde jaar als zesde track op het album Lijpe van Lijpe.

## Achtergrond
El Clásio is geschreven door Abdel Achahbar, Francis Junior Edusei, Alejandro Boberto Hak en Thijs van Egmond en geproduceerd door Thez. Het is een nummer uit het genre nederhop. Het is een lied dat gaat over de loopbaan van de liedvertellers en hoe ze tot hun succes zijn gekomen. In het nummer en in de titel wordt een verwijzing gemaakt naar de voetbalwedstrijd El Clásico, al is het verder geen groot thema in het lied. Het lied werd bij radiozender NPO FunX uitgeroepen tot de DiXte. De single heeft in Nederland de gouden status.
Het is niet de eerste keer dat de twee artiesten met elkaar samenwerken; in 2021 scoorden ze al samen met het lied Mansory.

## Hitnoteringen
De artiesten hadden verschillend succes met het lied in de Nederlandse hitlijsten. In de Single Top 100 kwam het tot de vijfde plek en was het zeven weken te vinden. De Top 40 werd niet bereikt; het lied bleef steken op de zevende plaats van de Tipparade.